# Te laat (Ismo)
Te laat is een lied van de Marokkaans-Nederlandse rapper Ismo in samenwerking met de Nederlands-Afghaanse zangeres Madina en de Nederlandse rapper Nass. Het werd in 2021 als single uitgebracht en stond in hetzelfde jaar als negende track op het album Spiegelbeeld van Ismo.

## Achtergrond
Te laat is geschreven door Anass Ouali, Ismail Houllich en Madina Aghamir en geproduceerd door Ox. Het is een nummer dat past in de genres nederhop en trap. In het lied rappen en zingen de artiesten over beëindigde relaties. Ze gaan in op een ervaring dat iemand de liedverteller verraden heeft en een negatieve invloed was. Die  vervolgens als de relatie voorbij is toch nog probeert om terug in het leven van de liedverteller te komen; iets wat de liedverteller afwijst, omdat die bezig is met belangrijkere personen in zijn leven. 
Het is de eerste keer dat de drie artiesten, die bij uitbrengen van de single allen bij het label Ismo Music waren aangesloten, tegelijkertijd zijn te horen op een nummer. Wel werd er onderling al samengewerkt. Ismo en Madina deden dit op Niet voor mij, Summer en Voor elkaar. Ismo en Nass werkten samen op Snap en Combos. De twee rappers herhaalden de samenwerking op Op me life en Ik kom naar je toe.

## Hitnoteringen
De artiesten hadden bescheiden succes met het lied in Nederland. Het stond op de 93e plaats van de Single Top 100 in de enige week dat het in deze hitlijst te vinden was. De Top 40 en haar Tipparade werden niet bereikt.